# Ricarda Budke
Ricarda Budke (* 23. Februar 1999) ist eine deutsche Politikerin der Partei Bündnis 90/Die Grünen. Sie war von 2020 bis 2024 Mitglied des Landtages Brandenburg.

## Leben
Nach dem Abitur 2017 am Lise-Meitner-Gymnasium in Falkensee studiert Budke seit 2018 Stadt- und Regionalplanung an der Brandenburgischen Technischen Universität Cottbus-Senftenberg.
Ihre Mutter Petra Budke war ebenfalls Mitglied des Landtags und Vorsitzende der Fraktion Bündnis 90/Die Grünen im Brandenburger Landtag. 2024 zogen die Grünen nicht wieder in den Landtag ein.

## Politik
Ricarda Budke ist seit 2016 Mitglied von Bündnis 90/Die Grünen. Von 2016 bis 2019 war sie Mitglied im Vorstand der Grünen Jugend Brandenburg, zuletzt als Sprecherin. Von Juli 2017 bis September 2017 war sie Kreisgeschäftsführerin ihrer Partei im Havelland und Wahlkampfmanagerin. Bei der Landesmitgliederversammlung der Grünen Jugend Brandenburg am 29. September 2018 wurde sie als eine von zwei Kandidaten für die Landesliste des Landesverbandes von Bündnis 90/Die Grünen zu bevorstehenden Landtagswahl benannt, und beim Landesparteitag von Bündnis 90/Die Grünen Brandenburg am 23. Februar 2019 auf Platz 13 der Landesliste gewählt.
Von September 2019 bis Januar 2020 war Budke sachkundige Einwohnerin im Ausschuss für Bau und Verkehr der Stadtverordnetenversammlung der Stadt Cottbus.
Bei der Brandenburger Landtagswahl am 1. September 2019 verpasste Budke den direkten Einzug in den Landtag. Aufgrund der Mandatsniederlegung des zum Minister für Landwirtschaft, Umwelt und Klimaschutz ernannten Abgeordneten Axel Vogel erwarb sie jedoch am 7. Januar 2020 die Mitgliedschaft im Landesparlament, da der vor ihr auf der Liste platzierte Nachrücker Michael Egidius Luthardt auf das Mandat verzichtete. Sie fungierte als Sprecherin für Klima, Jugend, Bauen, Wohnen & Landesplanung und Strukturwandel in der Lausitz. Bei der Landtagswahl 2024 kandidierte Budke nicht erneut.